# Okres Česká Lípa

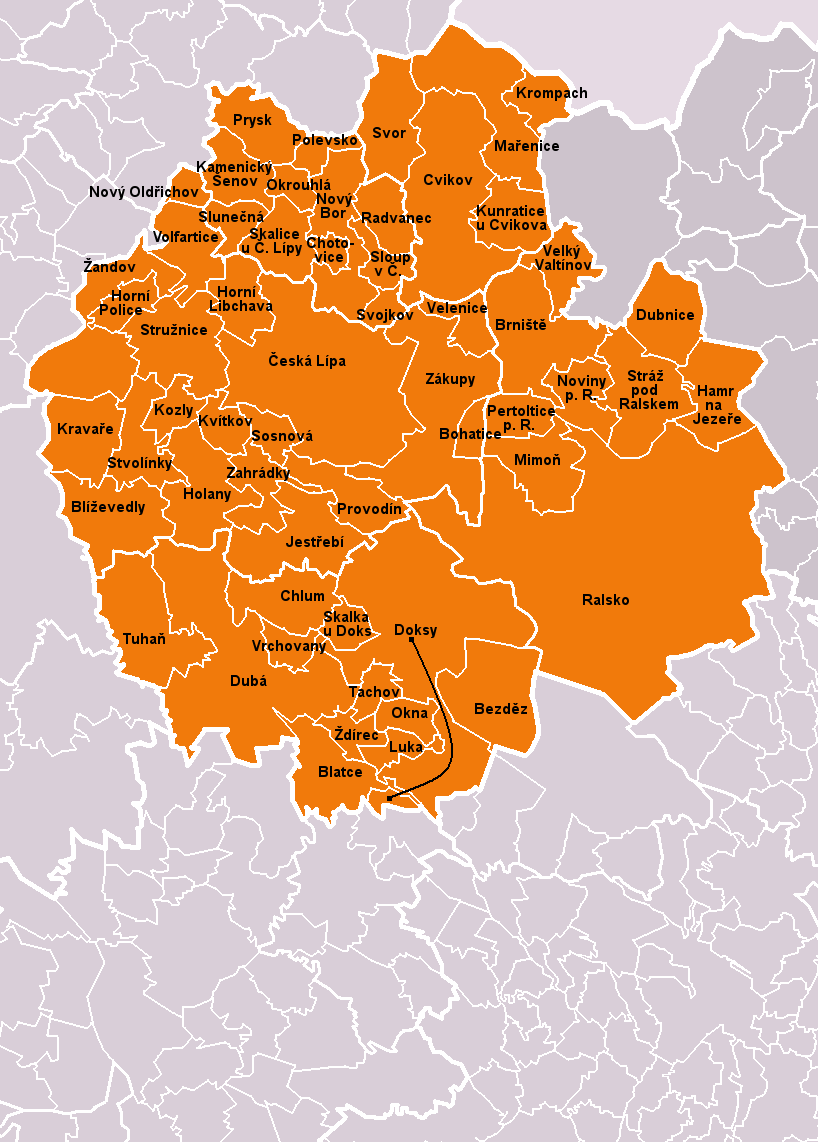
Städte und Gemeinden des Bezirks

Der Okres Česká Lípa (deutsch Bezirk Böhmisch Leipa) befindet sich in Nordböhmen und liegt zwischen dem Böhmischen Mittelgebirge, Jeschkengebirge und dem Böhmischen Paradies. Er gehört zum Liberecký kraj (Region Reichenberg).
Auf 1.073 km² leben 103.344 Einwohner (Stand 1. Januar 2023) in 57 Gemeinden, davon 11 Städte, mit 196 Ortsteilen, in denen 81 % der Bevölkerung lebt. Die Bevölkerungsdichte ist mit 95 Einwohner/km² die niedrigste im Kreis, das Durchschnittsalter mit 36,3 ist das Niedrigste in Tschechien.
53 % der Bevölkerung ist sozialversicherungspflichtig beschäftigt. 40 % der Beschäftigten sind in der Industrie tätig. Die wichtigsten Branchen sind die Glasindustrie sowie die Automobilzulieferer. Einst einer der wichtigsten Wirtschaftszweige, der Abbau von Uran, spielt heute kaum noch eine Rolle. Der Durchschnittslohn liegt über dem Schnitt des Kreises, ist jedoch niedriger als der Landesschnitt.
Der Bezirk gehört auch zu den Gegenden, die von Touristen oft aufgesucht werden. Besichtigt werden vor allem
- Naturschutzgebiete (České středohoří, Kokořínsko, Lužické hory)
- Naturreservate (Jezevčí vrch, Novozámecký rybník, Břehyně-Pecopala)
- Naturdenkmäler (Peklo, Swamp a Panská skála)
- Burg Bezděz und Schloss Lemberk, Schloss Zákupy, Schloss Houska.
- Am Fuß des Lausitzer Gebirges befindet sich mit dem Einsiedlerstein in Sloup die größte Felsenburg Nordböhmens.
- Die Geschichte der Glasindustrie kann man sich in den Museen Nový Bor und Kamenický Šenov vergegenwärtigen.
- Hunderte Unikate beherbergt das Feuerwehrmuseum in Nový Oldřichov.
- In Doksy befindet sich das Denkmal des Literaten Karel Hynek Mácha.
- Den Reichtum der Volkskultur stellt das Museum in Kravaře aus.
- Erholung bieten Máchovo jezero und die neu erbauten Fahrradwege.

Zum 1. Januar 2007 wechselten die Stadt Jablonné v Podještědí und die Gemeinde Janovice v Podještědí in den Okres Liberec.

## Städte und Gemeinden
Bezděz (Schloßbösig) – Blatce (Großblatzen) – Blíževedly (Bleiswedel) – Bohatice (Voitsdorf) – Brniště (Brims) – Cvikov (Zwickau) – Česká Lípa (Böhmisch Leipa) – Doksy (Hirschberg am See) – Dubá (Dauba) – Dubnice (Hennersdorf) – Hamr na Jezeře (Hammer am See) – Holany (Hohlen) – Horní Libchava (Oberliebich) – Horní Police (Oberpolitz) – Chlum (Klum) – Chotovice (Kottowitz) – Jestřebí u České Lípy (Habstein) – Kamenický Šenov (Steinschönau) – Kozly (Kosel) – Kravaře (Graber) – Krompach (Krombach) – Kunratice u Cvikova (Kunnersdorf) – Kvítkov (Quitkau) – Luka (Luken) – Mařenice (Großmergthal) – Mimoň (Niemes) – Noviny pod Ralskem (Neuland am Rollberge) – Nový Bor (Haida) – Nový Oldřichov (Neuullrichsthal) – Okna (Woken b. Hirschberg) – Okrouhlá (Schaiba) – Pertoltice pod Ralskem (Barzdorf am Rollberge) – Polevsko (Blottendorf) – Provodín (Mickenhan) – Prysk (Preschkau) – Radvanec (Rodowitz) – Ralsko (Roll) – Skalice u České Lípy (Langenau) – Skalka u Doks (Kalken) – Sloup v Čechách (Bürgstein) – Slunečná (Sonneberg) – Sosnová (Künast) – Stráž pod Ralskem (Wartenberg am Roll) – Stružnice (Straußnitz) – Stvolínky (Drum) – Svojkov (Schwoika) – Svor (Röhrsdorf) – Tachov (Tacha) – Tuhaň (Tuhan b. Dauba) – Velenice (Wellnitz) – Velký Valtinov (Groß Walten) – Volfartice (Wolfersdorf) – Vrchovany (Wrchhaben) – Zahrádky (Neugarten) – Zákupy (Reichstadt) – Žandov (Sandau) – Ždírec (Siertsch)